# Global Citizen Festival
O Global Citizen Festival é um festival de música realizado em Nova Iorque, nos Estados Unidos, com duração de 1 dia. Em 2015, Chris Martin, vocalista do Coldplay, foi anunciado como o curador do evento, e ele vai cumprir esse papel para os próximos 15 anos. O evento foi criado em 2015 para marcar o estabelecimento dos Objetivos de Desenvolvimento Sustentável das Nações Unidas (ODS), uma "lista de tarefas" de 17 tarefas para acabar com a pobreza global extrema até o ano de 2030.

## Esforços
The Citizen Music Festival global é um esforço contínuo para acabar com a pobreza extrema até 2030, tal como proposto pelos Estados Nacionais metas de desenvolvimento sustentável. Ao contribuir para atos de caridade no site, incluindo assistir vídeos e assinar petições, as pessoas podem obter bilhetes gratuitos para o festival. Além disso, os organizadores estão se esforçando para tornar o evento global através de um live-streaming em locais públicos. 

## 2016
O festival de 2016, foi realizada no Central Park Great Lawn, em Nova York, no sábado, 24 de setembro de e incluiu performances de headliners a cantora Demi Lovato, Rihanna, Kendrick Lamar, Major Lazer e Metallica, bem como convidados especiais de Usher, Chris Martin do Coldplay, Pearl Eddie Vedder do atolamento, Ellie Goulding, Yandel e Yusuf / Cat Stevens. Demi Lovato substituiu Selena Gomez, que estava originalmente agendado para ser um dos headliners do festival, mas teve de desistir da programação devido a razões de saúde mental.  Aparências e alto-falantes especiais incluídos Chelsea Handler, Deborra-Lee e Hugh Jackman, Neil Patrick Harris, Priyanka Chopra, Salma Hayek Pinault e Seth Meyers. O evento foi transmitido ao vivo pela MSNBC.  O festival 2016 também seria hospedado em Mumbai no sábado, 19 de novembro de 2016. Os convidados especiais incluem Aamir Khan, Jay-Z e A. R. Rahman, entre outros.

## 2017
Em 2017, o festival inovou e adotou a "Global Citizen Week", uma série de 30 eventos ligados a preservação do futuro e promoção da igualdade que ocorreram por toda Nova Iorque. O ponto final da semana foi em 23 de setembro, no Great Lawn do Central Park, com a edição anual do festival, que contou com Stevie Wonder, Green Day, The Killers, The Lumineers e The Chainsmokers.

### Global Citizen Festival Hamburg
O festival também desembarcou na Barclaycard Arena, em Hamburgo, na Alemanha, para sua primeira edição europeia que ocorreu junto a 12ª Reunião de Cúpula do G20. Nomes como Herbert Grönemeyer, Coldplay, Shakira, Pharrell Williams, Ellie Goulding, Andreas Bourani e Lena foram as estrelas da edição.

## 2018
A edição de 2018 no Central Park contou com Janet Jackson, The Weeknd, Shawn Mendes, Cardi B e Janelle Monáe.

### Global Citizen Festival: Mandela 100
Mas o destaque do ano ficou para a primeira edição do festival na África do Sul, no Estádio FNB. O Estádio, que recebeu a final da Copa do Mundo FIFA de 2010, agora também receberia grandes nomes da música negra para celebrar o centenário do nascimento de Nelson Mandela, Nobel da Paz e ex-presidente da África do Sul. Beyoncé, Jay-Z, Cassper Nyovest, D'Banj, Ed Sheeran, Eddie Vedder, Femi Kuti, Pharrell Williams & Chris Martin, Sho Madjozi, Tiwa Savage, Usher e Wizkid estiveram no palco.

## 2019
A edição de 2019 contou com os seguintes headn + Adam Lambert, Pharrell Williams, Alicia Keys, OneRepublic, H.E.R. e Carol King. 

## 2020
Devido a pandemia de COVID-19, a tradicional edição do festival não pode ser realizada no Central Park. Ao invés disso, houve uma live feita em parceria com a Organização Mundial da Saúde e que contou com a curadoria de Lady Gaga. O evento foi intitulado de "One World: Together at Home" (Um Mundo: Juntos em Casa, em tradução livre) arrecadou mais de US$ 125 milhões de dólares, revertidos diretamente para a OMS na luta contra a pandemia.

## 2021
Ainda em decorrência das limitações de reunião em público oriundas da pandemia de COVID-19, o festival precisou de adaptar e realizou pela primeira vez um evento online com duração de 24 horas. Artistas performaram de forma ao vivo ou gravada de vários pontos do globo, incluindo Paris, Nova Iorque, Rio de Janeiro, Mumbai e Londres. Com a possibilidade de incluir mais artistas do que nunca, o Global Citizen regionalizou os shows para garantir representatividade de todos os cinco continentes.
| Cidade                                   | Localização                                           | Apresentadores | Artistas | Músicas |
| Oceania                                  | Oceania                                               | Oceania | Oceania | Oceania |
| ---------------------------------------- | ----------------------------------------------------- | --- | --- | --- |
| Sydney, Austrália (UTC+1000)             | Sydney Opera House                                    | | Delta Goodrem | "Keep Climbing" Born to Try" The Show Must Go On" "The Power" |
| Asia                                     |                                                       | | | |
| Seoul, Coréia do Sul (UTC+0900)          | Sungnyemun Gate                                       | | BTS | "Permission to Dance" Butter" |
| Mumbai, India (UTC+0530)                 | Gateway of India                                      | Priyanka Chopra, Anil Kapoor, Kiara Advani, Riteish Deshmukh, Ananya Panday, Janhvi Kapoor, Arjun Kapoor, Sara Ali Khan, Dia Mirza | Farhan Akhtar | "Mard" |
| Mumbai, India (UTC+0530)                 | Gateway of India                                      | Priyanka Chopra, Anil Kapoor, Kiara Advani, Riteish Deshmukh, Ananya Panday, Janhvi Kapoor, Arjun Kapoor, Sara Ali Khan, Dia Mirza | Ajay–Atul | "Zingaat" "Vishwam Bharatam Swagatam" "Deva Shri Ganesha" "Vande Mataram" |
| Mumbai, India (UTC+0530)                 | Gateway of India                                      | Priyanka Chopra, Anil Kapoor, Kiara Advani, Riteish Deshmukh, Ananya Panday, Janhvi Kapoor, Arjun Kapoor, Sara Ali Khan, Dia Mirza | Badshah featuring Aastha Gill | "Paani Paani" "No Mercy" "Genda Phool" "Abhi Toh Party Shuru Hui Hai" |
| Mumbai, India (UTC+0530)                 | Gateway of India                                      | Priyanka Chopra, Anil Kapoor, Kiara Advani, Riteish Deshmukh, Ananya Panday, Janhvi Kapoor, Arjun Kapoor, Sara Ali Khan, Dia Mirza | Tanishk Bagchi | Medley (featuring Zara Khan, Yasser Desai and Nikhita Gandhi) |
| Mumbai, India (UTC+0530)                 | Gateway of India                                      | Priyanka Chopra, Anil Kapoor, Kiara Advani, Riteish Deshmukh, Ananya Panday, Janhvi Kapoor, Arjun Kapoor, Sara Ali Khan, Dia Mirza | Amit Trivedi | "Songs of Faith" medley (featuring Yashita Sharma and Devender Pal Singh) |
| Africa                                   |                                                       | | | |
| Johannesburg, África do Sul (UTC+0200)   |                                                       | | Sho Madjozi | |
| Johannesburg, África do Sul (UTC+0200)   | Muzi                                                  | | | |
| Lagos, Nigeria (UTC+0100)                | New Afrika Shrine                                     | | Davido | "Ke Star" "Blow My Mind" "Jowo" "If" "Fia" "La La" (with CKay) "Fall" |
| Lagos, Nigeria (UTC+0100)                | New Afrika Shrine                                     | Femi Kuti | "Water No Get Enemy" featuring Made Kuti and Seun Kuti | |
| Lagos, Nigeria (UTC+0100)                | New Afrika Shrine                                     | Made Kuti | "I Won't Run Away" | |
| Lagos, Nigeria (UTC+0100)                | New Afrika Shrine                                     | Seun Kuti | | |
| Lagos, Nigeria (UTC+0100)                | New Afrika Shrine                                     | Tiwa Savage | "Attention" "Koroba" "Tales by Moonlight" (with Amaarae) "Somebody's Son" | |
| Lagos, Nigeria (UTC+0100)                | New Afrika Shrine                                     | Alhanislam | "Conscience" | |
| Europa                                   |                                                       | | | |
| Madrid, Espanha (UTC+0200)               | Palacio de Deportes de la Comunidad de Madrid         | | Camilo | "Vida de Rico" "KESI" "Machu Picchu" (with Evaluna Montaner) |
| Paris, França (UTC+0200)                 | Champ de Mars                                         | | Black Eyed Peas | "Let's Get It Started" Pump It" "Hit It" "Ritmo (Bad Boys for Life)" Girl Like Me" Where Is the Love?" I Gotta Feeling" |
| Paris, França (UTC+0200)                 | Champ de Mars                                         | Christine and the Queens | "Fais comme l'oiseau" "People, I've Been Sad" "Tilted" "Doesn't Matter (Voleur de soleil)" "Freedom" | |
| Paris, França (UTC+0200)                 | Champ de Mars                                         | Doja Cat | "Rules" Juicy" Like That" Kiss Me More" Tia Tamera" Need to Know" Say So" | |
| Paris, França (UTC+0200)                 | Champ de Mars                                         | Elton John | "Tiny Dancer" Your Song" "After All" (with Charlie Puth) "Rocket Man" | |
| Paris, França (UTC+0200)                 | Champ de Mars                                         | Angélique Kidjo | ”Mother Nature” | |
| Paris, França (UTC+0200)                 | Champ de Mars                                         | Måneskin | "I Wanna Be Your Slave" Bury a Friend" "For Your Love" "Beggin'" Zitti e buoni" | |
| Paris, França (UTC+0200)                 | Champ de Mars                                         | Fatma Said | | |
| Paris, França (UTC+0200)                 | Champ de Mars                                         | Ed Sheeran | "Shivers" Thinking Out Loud" Bloodstream" Perfect" Shape of You" Bad Habits" | |
| Lajatico, Itália (UTC+0200)              | Teatro del Silenzio                                   | | Andrea Bocelli | |
| London, Reino Unido (UTC+0100)           | Sky Garden                                            | | Duran Duran | |
| London, Reino Unido (UTC+0100)           | Sky Garden                                            | Kylie Minogue | "Can't Get You Out of My Head" Dance Floor Darling" | |
| London, Reino Unido (UTC+0100)           | Sky Garden                                            | Rag'n'Bone Man | | |
| London, Reino Unido (UTC+0100)           | Sky Garden                                            | Nile Rodgers and Chic | ”Le Freak” “We Are Family” | |
| London, Reino Unido (UTC+0100)           | Sky Garden                                            | Stormzy with Rabea Massaad | "Crown" Rachael's Little Brother" Lessons" | |
| América do Sul                           |                                                       | | | |
| Buenos Aires, Argentina (UTC-0300)       | Kirchner Cultural Centre                              | | Lali | "Boomerang" Laligera" "Bailo Pa' Mi" |
| Rio de Janeiro, Brasil (UTC-0300)        | Pão-de-Açúcar                                         | Dedé Teicher | Criolo and DJ DanDan | "Sistema Obtuso" (with Tropkillaz) |
| Rio de Janeiro, Brasil (UTC-0300)        | Pão-de-Açúcar                                         | Dedé Teicher | Liniker | "Lili" "Baby 95" |
| Rio de Janeiro, Brasil (UTC-0300)        | Pão-de-Açúcar                                         | Dedé Teicher | Mart'nália | "Chamego Bom" "17 de Janiero" (with Mosquito) |
| Manaus, Brasil (UTC-0400)                | Floresta Amazônica                                    | Dedé Teicher | Alok | "Amazon" "Jungle Beat" |
| Manaus, Brasil (UTC-0400)                | Floresta Amazônica                                    | Dedé Teicher | Povos Indígenas do Brasil, incluindo: - Mapu (of the Huni Kuin) - Aldeia Mutum (de Yawanawa) - Owerá-Kunumi MC - Rasú (Yawinawá) - Indíos Guaraní | "Amazon" "Jungle Beat" |
| América do Norte                         |                                                       | | | |
| Louisville, Estados Unidos (UTC-0400)    | Highland Festival Grounds at the Kentucky Expo Center | | Metallica | "Hardwired" The Four Horsemen" "Home (Sanitarium)" "The Struggle Within" "My Friend of Misery" "The God That Failed" "Of Wolf and Man" "Nothing Else Matters" "Through the Never" "Don't Tread on Me" Wherever I May Roam" The Unforgiven" "Holier Than Thou" "Sad but True" Enter Sandman" "Blackened" "Creeping Death"                                                                            |
| New York City, Estados Unidos (UTC-0400) | Great Lawn                                            | | Jon Batiste | "We Are" "Whatchutalkinbout" "I Need You" "Boyhood" "One Love" Don't Worry, Be Happy" Lean on Me" "Tell the Truth" "Cry" "Moonlight Sonata" "Don't Stop" "Freedom" |
| New York City, Estados Unidos (UTC-0400) | Great Lawn                                            | Burna Boy | "On the Low" "Jerusalema (Remix)" "Kilometre" "Anybody" | |
| New York City, Estados Unidos (UTC-0400) | Great Lawn                                            | Camila Cabello | "Havana" Never Be the Same" Senorita" (with Shawn Mendes) "Empire State of Mind" Don't Go Yet" | |
| New York City, Estados Unidos (UTC-0400) | Great Lawn                                            | Alessia Cara | "Scars to Your Beautiful" "Best Days" "Stay" | |
| New York City, Estados Unidos (UTC-0400) | Great Lawn                                            | Coldplay | "Higher Power" Clocks" (with Lang Lang) "Fix You" (with Billie Eilish and Finneas O'Connell) "Viva la Vida" "Human Heart" (with We Are KING and Jacob Collier) "Jehovah" (with Esther Chungu and Jacob Collier) "Yellow" (with Camila Cabello and Shawn Mendes) "My Universe" (with BTS) "A Sky Full of Stars" | |
| New York City, Estados Unidos (UTC-0400) | Great Lawn                                            | Billie Eilish | "Bad Guy" My Future" Oxytocin" Your Power" All the Good Girls Go to Hell" Happier Than Ever" | |
| New York City, Estados Unidos (UTC-0400) | Great Lawn                                            | Lang Lang | "Bohemian Rhapsody" Imagine" (with Billy Porter) "The Greatest Love of All" We Are the World" (with Young People's Chorus of New York City) | |
| New York City, Estados Unidos (UTC-0400) | Great Lawn                                            | Cyndi Lauper | "Girls Just Want to Have Fun" True Colors" (with Jon Batiste) | |
| New York City, Estados Unidos (UTC-0400) | Great Lawn                                            | Lizzo | "Good as Hell" Rumors" Truth Hurts" Juice" | |
| New York City, Estados Unidos (UTC-0400) | Great Lawn                                            | Jennifer Lopez | "Cambia el Paso" (with Rauw Alejandro) "All I Have" (with LL Cool J) "I'm Glad" I'm Real (Murder Remix)" (with Ja Rule) "Ain't It Funny (Murder Remix)" (with Ja Rule) "Jenny From the Block" (with Jadakiss) "On My Way"                                                                                      | |
| New York City, Estados Unidos (UTC-0400) | Great Lawn                                            | Skip Marley | "One Love/Get Up, Stand Up" ("Bob Marley medley") (featuring Nile Rodgers, Angélique Kidjo, Jon Batiste, Chris Martin) | |
| New York City, Estados Unidos (UTC-0400) | Great Lawn                                            | Meek Mill | "Going Bad" I'm a Boss" Dreams and Nightmares" | |
| New York City, Estados Unidos (UTC-0400) | Great Lawn                                            | Shawn Mendes | "Wonder" There's Nothing Holdin' Me Back" If I Can't Have You" Monster" Treat You Better" Summer of Love" In My Blood" | |
| New York City, Estados Unidos (UTC-0400) | Great Lawn                                            | Paul Simon | "The Boxer" The Sound of Silence" | |
| New York City, Estados Unidos (UTC-0400) | Pier 17                                               | | Fugees | "Ready or Not" "Zealots" "Killing Me Softly" Fu-Gee-La" "Cause and Effect" |
| New York City, Estados Unidos (UTC-0400) | Franklin D. Roosevelt Four Freedoms Park              | | Lorde | "Solar Power" "Fallen Fruit" |
| Berkeley, Estados Unidos (UTC-0700)      | William Randolph Hearst Greek Theatre                 | | My Morning Jacket | "One Big Holiday" "Touch Me I'm Going to Scream Pt. 2" "Wordless Chorus" "Spring (Among the Living)" "Feel You" "Regularly Scheduled Programming" "Love Love Love" "Climbing the Ladder" "Run It" "Tropics (Erase Traces)" "Master Plan" "I'm Amazed" "Circuital" "Wasted" "Steam Engine" "What a Wonderful Man" "Phone Went West" "Victory Dance" "Touch Me I'm Going to Scream Pt. 1" "Mahgeetah" |
| Las Vegas, Estados Unidos (UTC-0700)     | MGM Grand Garden Arena                                | | Ricky Martin | "Vente Pa' Ca" Qué Rico Fuera" Livin' la Vida Loca" |
| Las Vegas, Estados Unidos (UTC-0700)     | The Colosseum at Caesars Palace                       | | Keith Urban | |
| Los Angeles, Estados Unidos (UTC-0700)   | Greek Theatre                                         | | 5 Seconds of Summer | "She Looks So Perfect" Teeth" "Ghost of You" "Youngblood" |
| Los Angeles, Estados Unidos (UTC-0700)   | Greek Theatre                                         | Chloe x Halle | "Ungodly Hour" "Baby Girl" "Do It" Have Mercy" "Cool People" | |
| Los Angeles, Estados Unidos (UTC-0700)   | Greek Theatre                                         | Green Day | "Pollyanna" Boulevard of Broken Dreams Longview | |
| Los Angeles, Estados Unidos (UTC-0700)   | Greek Theatre                                         | H.E.R. | "Inner City Blues (Make Me Wanna Holler)" "Bloody Waters" "Fight for You" "Hold On" "Are You Gonna Go My Way" "We Made It" | |
| Los Angeles, Estados Unidos (UTC-0700)   | Greek Theatre                                         | Adam Lambert | "Superpower" | |
| Los Angeles, Estados Unidos (UTC-0700)   | Greek Theatre                                         | Demi Lovato | "Anyone" Mad World" (with Adam Lambert) | |
| Los Angeles, Estados Unidos (UTC-0700)   | Greek Theatre                                         | The Lumineers | "Cleopatra" "Brightside" "Ophelia" Gloria" Stubborn Love" | |
| Los Angeles, Estados Unidos (UTC-0700)   | Greek Theatre                                         | Migos | "Avalanche" "Bad and Boujee" | |
| Los Angeles, Estados Unidos (UTC-0700)   | Greek Theatre                                         | OneRepublic | "Good Life" I Lived" Secrets" Apologize" "Someday" "Counting Stars" | |
| Los Angeles, Estados Unidos (UTC-0700)   | Greek Theatre                                         | Ozuna | "MAMACITA" Caramelo" Del Mar" Taki Taki" | |
| Los Angeles, Estados Unidos (UTC-0700)   | Greek Theatre                                         | Stevie Wonder | "Superstition" (with H.E.R.) "Overjoyed" "The Living Killing Life" "This I Know" (with Sheila E. and OneRepublic) | |

### Líderes e políticos discursando
- Ban Ki-moon[29]
- Xavier Bettel[29]
- Chris Coons[37]
- Bill de Blasio[37]
- Mario Draghi[29]
- Meryame Kitir[9]
- David Malpass[9]
- Micheál Martin[29]
- Strive Masiyiwa[9]
- Narendra Modi[9]
- Nancy Pelosi[29]
- Andrej Plenković[29]
- Pedro Sánchez[29]
- Chuck Schumer[37]
- Erna Solberg[9]
- Aaditya Thackeray[9]
- Ursula von der Leyen[29]

## 2022
Em abril, após a Guerra Russo-Ucraniana eclodir, o Global Citzen criou o "Stand with Ukraine", uma festival em forma de live online que durou entre 8 e 9 de abril para arrecadar fundos para os afetados pela invasão russa. O evento conseguiu garantir $10.1 bilhões entre créditos especiais, empréstimos e promissórias de ações de parceiros na Europa e Estados Unidos

### Global Citizen Festival at Accra's Black Star Square
Celebrando o 65º aniversário da Independência de Gana, o festival foi pela primeira vez a África, celebrando sua primeira edição no continente na Black Star Square, em Acra, capital do país. A edição contou com as participações de Usher, Gyakie, Sarkodie, Stonebwoy, Stormzy, SZA, TEMS e Uncle Waffles como headliners do evento e conseguiu arrecadar mais de US$ 2 bilhões de dólares para fundos de combate a extrema pobreza

### Central Park
Em 24 de setembro do mesmo ano, o festival contou com sua tradicional edição no Central Park com as presenças de Metallica, Charlie Puth, Jonas Brothers, MÅNESKIN, Mariah Carey, Mickey Guyton e a popstar latina Rosalía.

## 2023
De volta a Nova Iorque, 2023 foi o primeiro ano que o festival contou com a presença de brasileiros no palco principal. A carioca Anitta foi uma das headliners da edição anual no Central Park, que ainda contou com Red Hot Chili Peppers, Ms. Lauryn Hill, Jung Kook (BTS), Conan Gray, D-Nice, Sofia Carson e Stray Kids. Ainda, Helder Barbalho, governador do estado do Pará, foi o primeiro governador brasileiro a discursar no palco do festival, acompanhando da Ministra dos Povos Indígenas do Brasil Sônia Guajajara e da Secretária dos Povos Originários do Pará, Puyr Tembé. Ambos se comprometeram a restaurar 5 milhões de hectares de Floresta Amazônica até a COP30, que ocorrerá em Belém (Pará).

### Move Afrika: Rwanda
Celebrando a potência de vozes negras, diversidade e equidade, o festival desembarcou novamente no continente africano, com sua segunda edição acontecendo na BK Arena, em Rwanda. Kendrick Lamar, Zuchu, Bruce Melodie, Arthur Nkusi, Ariel Wayz, DJ Toxxyk, Sherrie Silver, Jackie Lumbasi, Azziad Nasenya e Davy Carmel-Ingabire foram os participantes da vez.

### Power our Planet
Com Lenny Kravitz, Billie Eilish, H.E.R., Jon Batiste, Ayra Starr, Finneas, Joé Dwèt Filé e Mosimann, o Global Citizen Festival desembarcou na icônica Champs-Élysées, no coração de Paris, para mais uma edição celebrando os Objetivos de Desenvolvimento Sustentável das Nações Unidas, bem como levantando a sua voz para um futuro mais diverso e inclusivo.

## 2024
Em 2024, o festival ocorreu em 28 de setembro no Central Park de Nova Iorque com as participações de Post Malone, Lisa (do Blackpink), Rauw Alejandro, Doja Cat e outros headliners.